# Кувик Петро Петрович
Кувик Петро Петрович — український сценарист, організатор кіновиробництва.
Народився 19 червня 1934 р. в с. Горяни Закарпатської обл. в родині робітника. Закінчив історико-філософський факультет Київського державного університету ім. Т. Г. Шевченка (1957). Працював кореспондентом Комітету радіомовлення і телебачення при Раді міністрів України по Кривому Рогу, головним редактором Дніпропетровського і Харківського телебачення, редактором Комітету Ради Міністрів радіо і телебачення, головним редактором Української кіностудії хронікально-документальних фільмів, першим заступником директора Київської кіностудії ім. О. П. Довженка, викладачем кафедри телебачення Київського університету ім. Т. Г. Шевченка.
Автор сценаріїв хронікально-документальних і науково-популярних фільмів: «Місто-сад» (1961), «Кристали служать Космосу», "Харківський «Політехнік» (1962), «Служу Вітчизні» (1982, Золота медаль Міжнародної авіаційної виставки в Орлі, Париж), «Анатоль Петрицький» (1970), «Співає Ніна Матвієнко», «Українці в Парижі» (1971), «Тур'я — земля поліська» (1974, у співавт. з В.Некрасовим), «Товариш Дем'ян» (1980), та книг: «Малі форми телекіно» (К., 1968), «Герой екрана — людина праці» (1972), «На екрані — наш сучасник» (1975), «О Вадиме Верещаке и не только о нем…» (М., 2004), багатьох публікацій у періодичній пресі.
Член Національних спілок журналістів і кінематографістів України.